# Karakala
Karakala (Lugdunum, 4. travnja 188. – Mezopotamija, 8. travnja 217.) bio je rimski car (211. – 217.).
Rođen 4. travnja 188. u Lyonu, sin rimskog cara Septimija Severa. Pravo ime mu je Lucije Septimije. Na prijestolje dolazi nakon smrti svoga oca Septimija Severa. 
Nakon smrti Septimija Severa 4. veljače 211., Karakala dolazi u Rim zajedno sa svojim bratom Getom, kako bi zajedno vladali. Karakali je tada bilo 22., a Geti 21. godina. Vladali su zajedno godinu dana, ali između braće izbija sukob koji završava pošto Karakala ubije Getu. Nakon toga Karakala započinje eliminaciju Getinih pristaša. Neki izvori kažu da je tada stradalo i do 20 000 ljudi.
Karakala je na početku svoje vladavine povećao plaće vojsci, no značajan je bio njegov vlastiti edikt, kojim je dodijeljeno rimsko građansko pravo svim slobodnim stanovnicima Rimskog carstva. Po njegovu nalogu sagrađene su čuvene terme u Rimu. U znak poštovanja prema Antoninima, uzeo je pridjev Antonin, pa se dinastija Severa također naziva i "drugom antoninskom dinastijom". Kao car, malo je vremena provodio u samom Rimu. Karakala je velik dio svoje vladavine posvetio vojnim pitanjima (ratovi s Germanima i Partima). Bio je fasciniran ratnim pohodima Aleksandra Velikog. Krenuo je na vojni pohod protiv Parta, a 217. je na tom pohodu i ubijen.
| Prethodnik:                   | Rimski carevi | Nasljednik:          |
| Septimije Sever (193. – 211.) | Rimski carevi | Makrin (217. – 218.) |

### Ostali projekti
|  | Zajednički poslužitelj ima stranicu o temi Karakala |